# Eishockey-Landesliga Bayern 2021/22
Die Eishockey-Landesliga Bayern 2021/22 wurde unter dem Dach des Bayerischen Eissportverbandes (BEV) organisiert und ist nach der DEL, DEL2, Oberliga und Bayernliga eine der fünfthöchsten Spielklassen im deutschen Eishockey.

## Saisonverlauf
Die Eishockey-Landesliga 2021/22 war die 74. Ausspielung dieser Liga. Meister wurde der SC Reichersbeuern und Aufsteiger in die Bayernliga 2021/22  der EV Pegnitz. Der SC Reichersbeuern hat auf sein Aufstiegsrecht verzichtet. Sportliche Absteiger gab es nicht. Der SE Freising zog sich aus der Liga zurück

### Modus
Die Hauptrunde 2021/22 wurde in zwei Vorrundengruppen, Gruppe 1 (Nord/Ost) und Gruppe 2 (Süd/West) mit je 10 Mannschaften, in einer Einfachrunde ausgespielt. Die fünf besten Teilnehmer jeder Gruppe hatten sich für die Aufstiegsrunde, die ebenfalls in zwei Gruppen aufgeteilt wurde, qualifiziert. Anschließend nahmen die zwei besten Teams je Gruppe an den Playoffs teil.

## Teilnehmer
Platzierungen nach der Vorrunde
| Vorrunde Gr. A (S/W) | Vorrunde Gr. B (N/O) |
| --- | --- |
|  1. EV Dingolfing - 2. ESC Haßfurt  3. EV Pegnitz - 4. EV Moosburg - 5. ESV Waldkirchen - 6. TSV Trostberg - 7. ESC Vilshofen - 8. EHC Bayreuth/1b  9. SE Freising (R) - 10 VER Selb 1b |  1. Wanderers Germering (N)  2. SC Reichersbeuern - 3. ESV Burgau - 4. EV Fürstenfeldbruck - 5. ERC Lechbruck (N) - 6. EV Bad Wörishofen - 7. EV Pfronten - 8. SG TSV Schliersee/ TEV Miesbach 1b (N) - 9. SC Forst 10. EHC Bad Aibling |

(N) = Neu in der Liga, Meisterrundenteilnehmer fett gedruckt

 Bayerischer Meister  Aufsteiger  Gruppensieger  Rückzug

### Aufstiegsrunde 2021/22
Vom 28.01.2022 bis 06.03.2022. Stand 6. März 2022

#### Gruppe A
|    | Mannschaft          | Sp | S3 | S2 | N1 | N0 | Tore | GT | Diff. | Pkte | PPG  |
| -- | ------------------- | -- | -- | -- | -- | -- | ---- | -- | ----- | ---- | ---- |
| 1. | EV Pegnitz Ice Dogs | 7  | 5  | 0  | 2  | 0  | 37   | 23 | 14    | 17   | 2,43 |
| 2. | ESC Haßfurt         | 8  | 5  | 2  | 0  | 1  | 42   | 26 | 16    | 19   | 2,38 |
| 3. | EV Dingolfing       | 8  | 4  | 1  | 1  | 2  | 41   | 32 | 9     | 15   | 1,88 |
| 4. | ESV Waldkirchen     | 7  | 2  | 0  | 0  | 5  | 33   | 45 | −12   | 6    | 0,86 |
| 5. | EV Moosburg         | 8  | 0  | 0  | 0  | 8  | 18   | 45 | −27   | 0    | 0    |

Sp = Spiele, S3 = Siege, S2 = Siege nach Verlängerung oder Penaltyschießen, N1 = Niederlagen nach Verlängerung oder  Penaltyschießen,  N0 = Niederlagen, T = Tore, GT = Gegentore, Diff. = Tordifferenz, Pkte. = Punkte, PPG = Quotenregelung  „Für die Playoffs qualifiziert“  „Für Bayerische Landesliga 2022/23 qualifiziert“

#### Gruppe B
|    | Mannschaft          | Sp | S3 | S2 | N1 | N0 | Tore | GT | Diff. | Pkte | PPG  |
| -- | ------------------- | -- | -- | -- | -- | -- | ---- | -- | ----- | ---- | ---- |
| 1. | SC Reichersbeuern   | 7  | 6  | 0  | 0  | 1  | 39   | 11 | 28    | 18   | 2,57 |
| 2. | Wanderers Germering | 8  | 6  | 0  | 0  | 2  | 44   | 25 | 19    | 18   | 2,25 |
| 3. | EV Fürstenfeldbruck | 8  | 4  | 0  | 0  | 3  | 40   | 38 | 2     | 12   | 1,50 |
| 4. | ESV Burgau          | 7  | 3  | 0  | 0  | 4  | 33   | 46 | −13   | 9    | 1,29 |
| 5. | ERC Lechbruck       | 8  | 0  | 0  | 0  | 8  | 26   | 62 | −36   | 0    | 0    |

Sp = Spiele, S3 = Siege, S2 = Siege nach Verlängerung oder Penaltyschießen, N1 = Niederlagen nach Verlängerung oder Penaltyschießen,  N0 = Niederlagen, T = Tore, GT = Gegentore, Diff. = Tordifferenz, Pkte. = Punkte, PPG = Quotenregelung  „Für die Playoffs qualifiziert“  „Für Bayerische Landesliga 2022/23 qualifiziert“

### Meister-Playoffs 2021/22
Vom 11.03.2022 bis 27.03.2022
Die Halbfinalspiele werden im Modus "best-of-three" und die Endspiele im Modus "best-of-two" ausgetragen. Dabei werden der Bayerische Landesliga-Meister und ein weiterer sportlicher Aufsteiger ermittelt. Den dritten Platz belegt das Team mit den mehr erreichten Punkten und Toren im Playoff-Halbfinale.
|  | Halbfinale | Halbfinale          | Halbfinale        | Halbfinale | Halbfinale | Halbfinale | Halbfinale |    |                     | Finale | Finale | Finale | Finale | Finale | Finale | Finale |
|  |            |                     |                   |            |            |            |            |    |                     |        |        |        |        |        |        |        |
|  | A1         | EV Pegnitz Ice Dogs | 3                 | 3          | –          | /          | 2          |    |                     |        |        |        |        |        |        |        |
|  | B2         | Wanderers Germering | 1                 | 2          | –          | /          | 0          |    |                     |        |        |        |        |        |        |        |
|  | B2         | Wanderers Germering | 1                 | 2          | –          | /          | 0          | A1 | EV Pegnitz Ice Dogs | 1      | 3      | –      | /      | 4      |        |        |
|  |            |                     |                   |            |            |            |            | A1 | EV Pegnitz Ice Dogs | 1      | 3      | –      | /      | 4      |        |        |
|  |            | M                   | SC Reichersbeuern | 4          | 3          | –          | /          | 7  |                     |        |        |        |        |        |        |        |
|  | B1         | M                   | SC Reichersbeuern | 4          | 3          | –          | /          | 7  | SC Reichersbeuern   | 5      | 2      | 5      | /      | 2      |        |        |
|  | B1         |                     |                   |            |            |            |            |    | SC Reichersbeuern   | 5      | 2      | 5      | /      | 2      |        |        |
|  | A2         | ESC Haßfurt         | 3                 | 3          | 1          | /          | 1          |    |                     |        |        |        |        |        |        |        |

- Der SC Reichersbeuern ist Bayerischer Landesliga-Meister 2022. Mit dem Erreichen der Finalspiele haben sich der EV Pegnitz und der SC Reichersbeuern sportlich für die Bayernliga 2022/23 qualifiziert. Platz 3 belegt der ESC Haßfurt. Endstand 26. März 2022

### Playdowns 2021/22
Die Abstiegsregelung für die Saison 2021/22 wurde wegen unregelmäßigkeiten des Spielbetriebs, bedingt durch die COVID-19-Pandemie, ausgesetzt.  Die Aufstiegsregelung war davon nicht betroffen.